# Rokkasho
Rokkasho (六ヶ所村 Rokkasho-mura?) es una villa localizada en la prefectura de Aomori, Japón. En octubre de 2018 tenía una población de 10.401 habitantes y una densidad de población de 41,2 personas por km². Su área total es de 252,68 km².

## Geografía

### Municipios circundantes
- Prefectura de Aomori
  - Misawa
  - Higashidōri
  - Yokohama
  - Noheji
  - Tōhoku

## Demografía
Según datos del censo japonés, la población de Rokkasho se ha mantenido estable en los últimos años.
| Año del censo | Población |
| ------------- | --------- |
| 1995          | 11.063    |
| 2000          | 11.849    |
| 2005          | 11.401    |
| 2010          | 11.095    |
| 2015          | 10.536    |